# Geotermalno polje Jangbadžain
Geotermalno polje Jangbadžain (kitajsko: 羊八井地热田) je geotermalno polje v bližini mesta Jangbadžain v okrožju Damšung v avtonomni pokrajini Tibet na Kitajskem. Tekočino segreva magmatska aktivnost nedaleč pod površjem. Je turistična atrakcija in hkrati oskrbuje s paro veliko elektrarno z zmogljivostjo 25 MW.

## Lokacija
Geotermalno polje Jangbadžain je na planoti na južnih pobočjih gorovja Nyainqentanglha, blizu ceste Činghaj–Tibet (Kitajska nacionalna avtocesta 318) v okrožju Damšung. Skozi Jangbadžain poteka tudi Železniška proga Činghaj–Tibet, ki se konča v Lasi. Polje pokriva 40 kvadratnih kilometrov. Na površino tal zagotavlja naravno toplotno energijo do 107.000 kilokalorij na sekundo. Geotermalno polje Jangbadžain je trenutno največje dokazano geotermalno polje te vrste na Kitajskem. Njegov ocenjeni potencial za proizvodnjo električne energije je 150.000 kW.

## Geologija
Porečje Jangbadžing leži med gorovjem Njenčen Tanglha na severozahodu in prelomom Yarlu-Zangbo na jugu. Geotermalno polje leži v osrednjem delu poltektonskega prelomno-depresijskega bazena, ki ga je povzročila predgorska prelomna cona gorovja Njenčen Tanglha. Prelom, ki se spušča proti jugovzhodu, se je začel oblikovati pred približno 8 milijoni let. Večina izdankov kamnin so metamorfozirane spodnjepaleozojske kamnine, paleogenske vulkanoklastične serije kamnin, neogenski konglomerati in rahle sedimentne akumulacije iz kvartarja. Prelomne strukture v regiji potekajo v smeri SV, SZ in skoraj S-J. SV prelomi so največji in najstarejši ter so jih običajno prerezali poznejši prelomi. Čeprav se zdi, da je magmatska aktivnost še vedno pogosta, so bile glavne faze magmatske intruzije janšanska granitna intruzija (88,7 milijona let), janšanska dioritna intruzija (88,0 milijona let) in poznejša himalajska granitna intruzija (29,7 milijona let).
Polje je del himalajskega geotermalnega pasu v Lasa-Gangdise terenu. Geotermalni rezervoar je v osnovi kvartarni bazen, ki ga podlaga velik granitni batolit. Bazen je bil zapolnjen z ledeniškimi usedlinami s severa in aluvialno-pluvialnimi sedimenti z juga. Tekočina teče vodoravno v rezervoar skozi prelome okoli bazena. Vrtina v severnem delu polja s končno globino 2006 metrov je odkrila termalno tekočino z najvišjo temperaturo 329 °C.
Kemijska analiza termalne tekočine kaže, da je nedaleč pod geotermalnim poljem plitvo zasidrana magmatska aktivnost. Drugi dokazi pa kažejo, da če je magmatski vir toplote navpično pod poljem, mora biti ta več kot 15 kilometrov pod njim. V članku iz leta 1996 je bilo predlagano, da je magmatski vir toplote jugovzhodno od polja na globini od 10 do 12 kilometrov. Na območju severno od ceste se termalne tekočine iz te globine dvigajo skozi globok prelom na površje. Na območju južno od ceste se termalna tekočina v površinskem območju segreva z mešanjem s tekočinami, ki se nato segrevajo zaradi globokega kroženja v bližini magmatskega vira toplote. Ogljikov dioksid v plinih vročih izvirov je verjetno večinoma organskega izvora, iz sedimentnih kamnin polja.
V članku iz leta 2000 so bili predstavljeni dokazi za plitev rezervoar s temperaturami do 165 °C in globok rezervoar s temperaturami do 329 °C. Globoki rezervoar je vključeval zgornji del, globok med 950 in 1350 metri, ter spodnji, bolj vroč del pod 1850 metri. Tako zgornji kot spodnji rezervoar sta vsebovala termalno vodo z natrijevim kloridom. Plitki rezervoar pokriva 148 kvadratnih kilometrov in je večinoma v poroznem kvartarnem aluviju. Njegova podlaga je himalajski granit in tuf. Voda je mešanica hladne podtalnice in globoke termalne vode. Globoki rezervoar naj bi imel površino 3,8 kvadratnih kilometrov pod 750 metri, v razpokani kamninski podlagi. Termalna voda se zadržuje v tektonskih razpokah in razpokanih conah. Izotopska sestava termalnih voda kaže na lokalni meteorni izvor (dež in sneg), vključno z odtokom iz gorovja Njenčen Tanglha. Voda teče skozi razpokano skalo in se postopoma segreva, pri čemer se toplejša voda dviga proti površini.

## Rekreacijska uporaba
Jangbadžing se imenuje »najvišje ležeči vroči vrelci na svetu«. Vključuje vroče in vrele vrelce, gejzirje in jezera z vročo vodo. Na tem območju so zgradili različne turistične objekte. Letovišče, ki so ga leta 1998 zgradile vladne agencije, ima termalne kopeli, ki naj bi imele zdravilne moči. Na voljo sta dva topla notranja bazena in zunanji bazen, kjer se lahko turisti sprostijo v spektakularnem gorskem okolju. Vzhodno od geotermalnega tal leži 7300 kvadratnih metrov veliko jezero z vročo vodo, iz katerega se v jasnem dnevu para dviga visoko v zrak. Jezero je globoko 15,5 metra, temperatura vode pa se giblje od 49 do 57 °C. Domačini so na zahodu jezera zgradili bazene za kopanje. Geotermalno polje se uporablja tudi za delovanje rastlinjakov.

## Elektrarna
Geotermalna elektrarna Jangbadžain je bila zgrajena leta 1977. Je prva geotermalna elektrarna, zgrajena na Tibetu, in največja geotermalna parna elektrarna na Kitajskem. 4000 kW električne energije iz Jangbadžaina se je začelo dovajati v Laso leta 1981 po daljnovodu, ki poteka proti jugovzhodu vzdolž reke Duilong. Bila je glavni vir energije za Laso, dokler ni leta 1998 začela obratovati hidroelektrarna Yamdrok. Najvišja temperatura v vrtini je 125,5 °C. Do konca leta 2000 je bilo v geotermalni elektrarni nameščenih osem parnih turbogeneratorjev, vsak z zmogljivostjo 3 MW, kar skupaj znaša 25 MW. Geotermalno polje dovaja 25,181 MW oziroma 100 GWh letno v mesto Lasa na jugu. Leta 2000 so elektrarne iz plitvega rezervoarja porabile 1200 ton vode na dan, vendar je tlak hitro padal in turbine niso mogle delovati s polno zmogljivostjo. Vrtali so globlje vrtine, da bi izkoristili nižje ležečo termalno tekočino.

## Onesnaženje
Čeprav reke v Tibetu na splošno veljajo za čiste, voda reke Duilong ni. Študija iz leta 2015 je poročala, da so bile ravni arzena v reki v času brez monsuna, ki so znašale 205,6 μg/L, višje od smernice SZO za pitno vodo, ki znaša 10 μg/L. Vir onesnaženja je očitno neobdelana voda iz geotermalne elektrarne Jangbadžain. Zaznati ga je mogoče 90 kilometrov nižje od tega mesta.